# Pfarrkirche Feistritz an der Drau

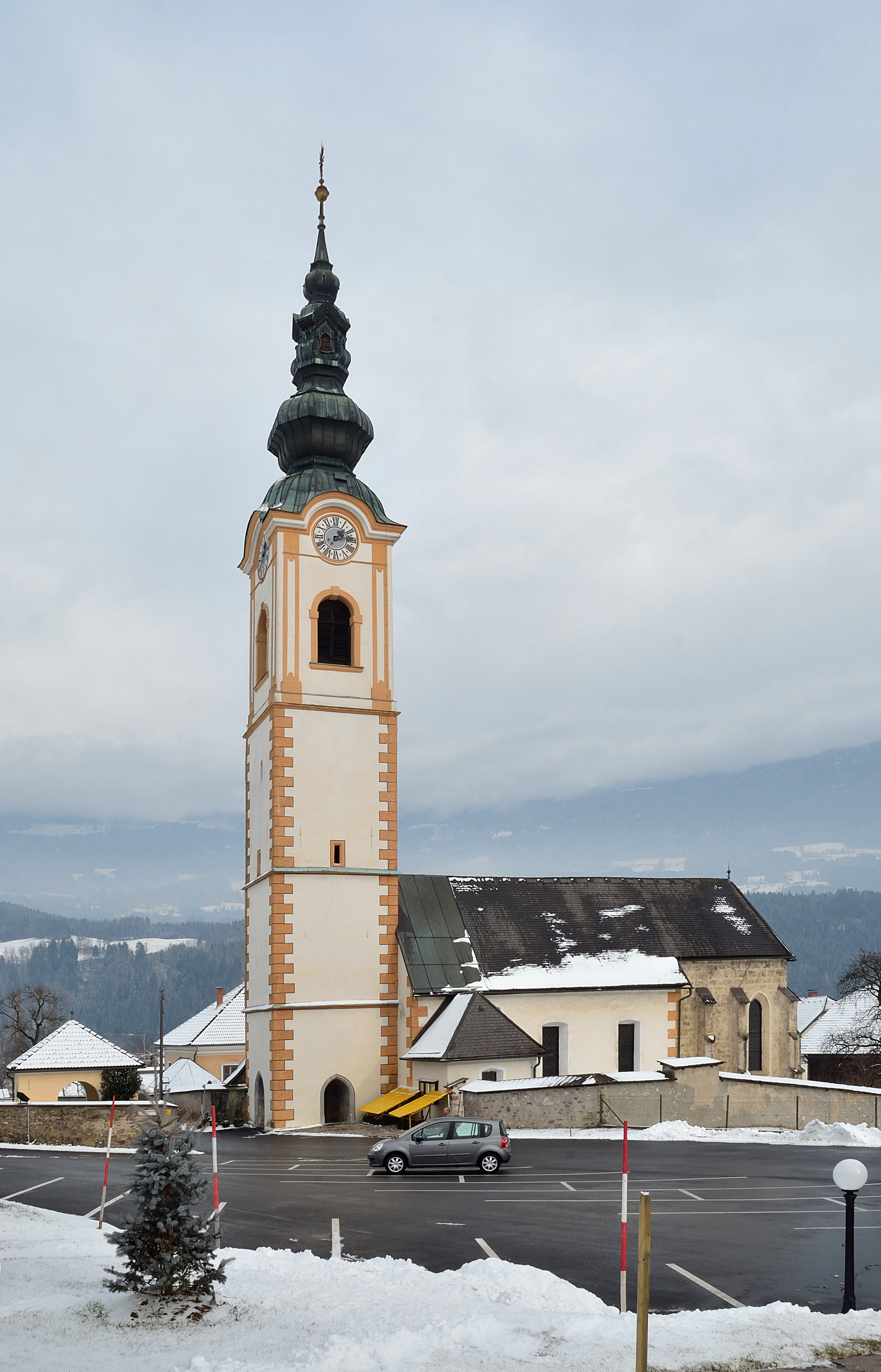
Katholische Pfarrkirche St. Georg in Feistritz an der Drau

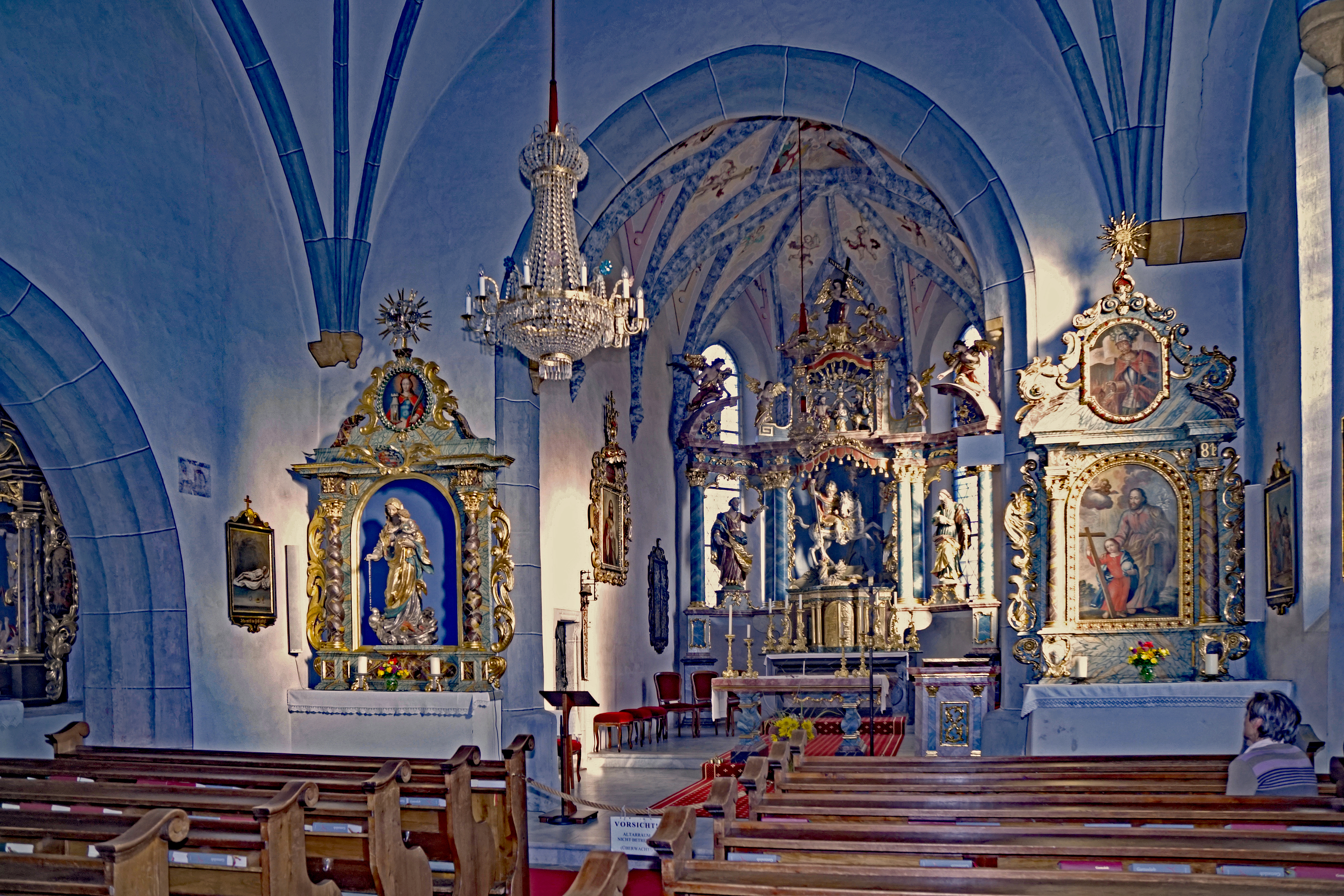
Innenansicht

Die Pfarrkirche Feistritz an der Drau steht in der Ortschaft Feistritz an der Drau in der Marktgemeinde Paternion im Bezirk Villach-Land in Kärnten. Die auf den Heiligen Georg geweihte römisch-katholische Pfarrkirche gehört zum Dekanat Spittal an der Drau in der Diözese Gurk-Klagenfurt. Die Kirche und der Friedhof stehen unter Denkmalschutz (Listeneintrag).

## Geschichte
Urkundlich wurde 1169 eine Kirche genannt. Die heutige Kirche wurde im Ende des 15. Jahrhunderts erbaut. 1954 wurde die Kirche restauriert. 1999 wurden bei einer Innenrestaurierung Fresken aufgedeckt.

## Bauwerk
Der viergeschoßige Westturm hat rundbogige Schallöffnungen und trägt über Segmentgiebeln mit Uhren einen barocken Zwiebelhelm mit einer kleinen Laterne. Das Turmerdgeschoß hat drei Spitzbogenportale. Das Langhaus mit einem südlichen Anbau hat barocke Fenster. Der zweijochige Chor mit einem Fünfachtelschluss hat zweifach abgetreppte Strebepfeiler und im Schluss ein neu verglastes Spitzbogenfenster. Nördlich am Chor ist ein Kapellenanbau und südlich der Sakristeianbau.
An der Ostfassade zeigt sich ein Fresko Christus flankiert von mehreren Heiligen.
Das dreijochige Langhaus zeigt sich unter einem rosettenbildenden Schlingrippengewölbe von Bartlmä Vierthaler, signiert und datiert mit B.V. 1521 an der Westwand des Langhauses. Das Gewölbe mit Wappenschlusssteinen ruht auf teils gekehlten Vorlagen und Diensten. Nördlich im Langhaus ist ein spätgotischer beidseits gekehlter Spitzbogen als Durchgang zur Kapelle. Südlich vom westlichen Joch besteht ein kleiner Anbau mit einem Kreuzgratgewölbe. Die Westempore mit einer dreiteiligen Kielbogenarkatur zeigt an der hölzernen Brüstung ein reiches Maßwerk. In der Untersicht der Empore zeigt sich ein zu einer Rosette verschlungenes Astrippengewölbe auf halbrunden mit Kerbschnittmustern verzierten Vorlagen. Nördlich unter der Empore besteht ein spätgotischer gemauerter Aufgang.
Der spitzbogige gekehlte Triumphbogen zum Chor trägt im Bogen eine Vorlage mit einem Absenkkern. Der zweijochige Chor mit Fünfachtelschluss hat ein Sternrippengewölbe auf Konsolen und mit runden Schlusssteinen und der Schlusssteindarstellung hl. Georg mit Pferd und Drachen. 1999 wurden spätbarocke Gewölbedekorationen freigelegt, ein Engel die Arma Christi tragend, Auferstehung Christi und Himmelfahrt Christi, eine Darstellung der drei theologischen Tugenden, im Gewölbefeld der Nordkapelle ein renaissancezeitliches Evangelistensymbol mit dem Adler des Johannes.
Das nördliche Sakristeiportal hat einen geraden Sturz und eine eisenbeschlagene Tür, daneben besteht eine barocke Sakramentsnische.
Die zweijochige Nordkapelle mit Dreiachtelschluss hat ein Kreuzrippengewölbe mit Stichkappen auf kleinen Konsolen. Eine Konsole zeigt ein Wappen und einen Wappenschlussstein.
Unter dem Altarraum wurde 1961 ein Ossarium festgestellt, der Zugang außen am Chorschluss ist vermauert.

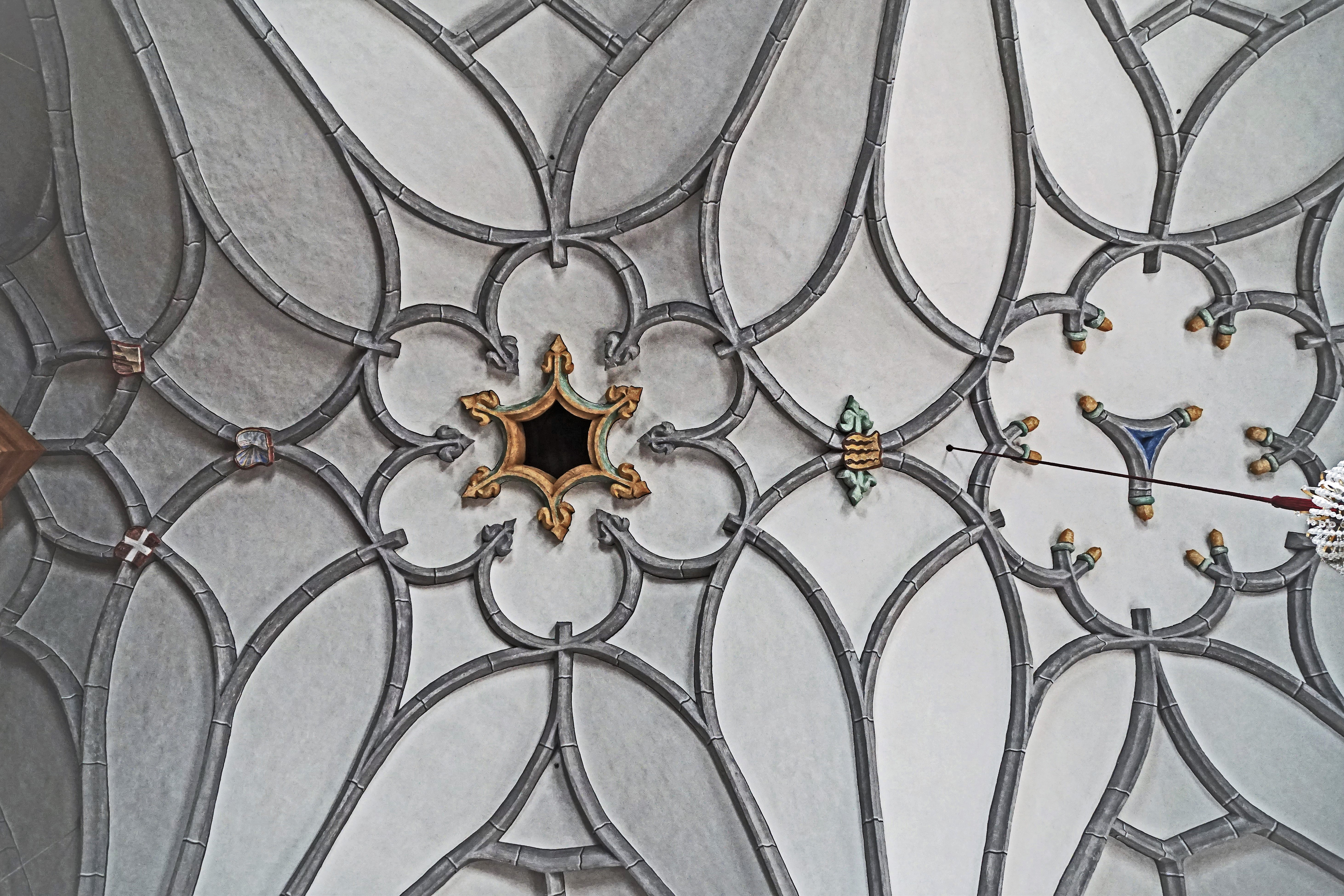
Schlingrippengewölbe des Langhauses
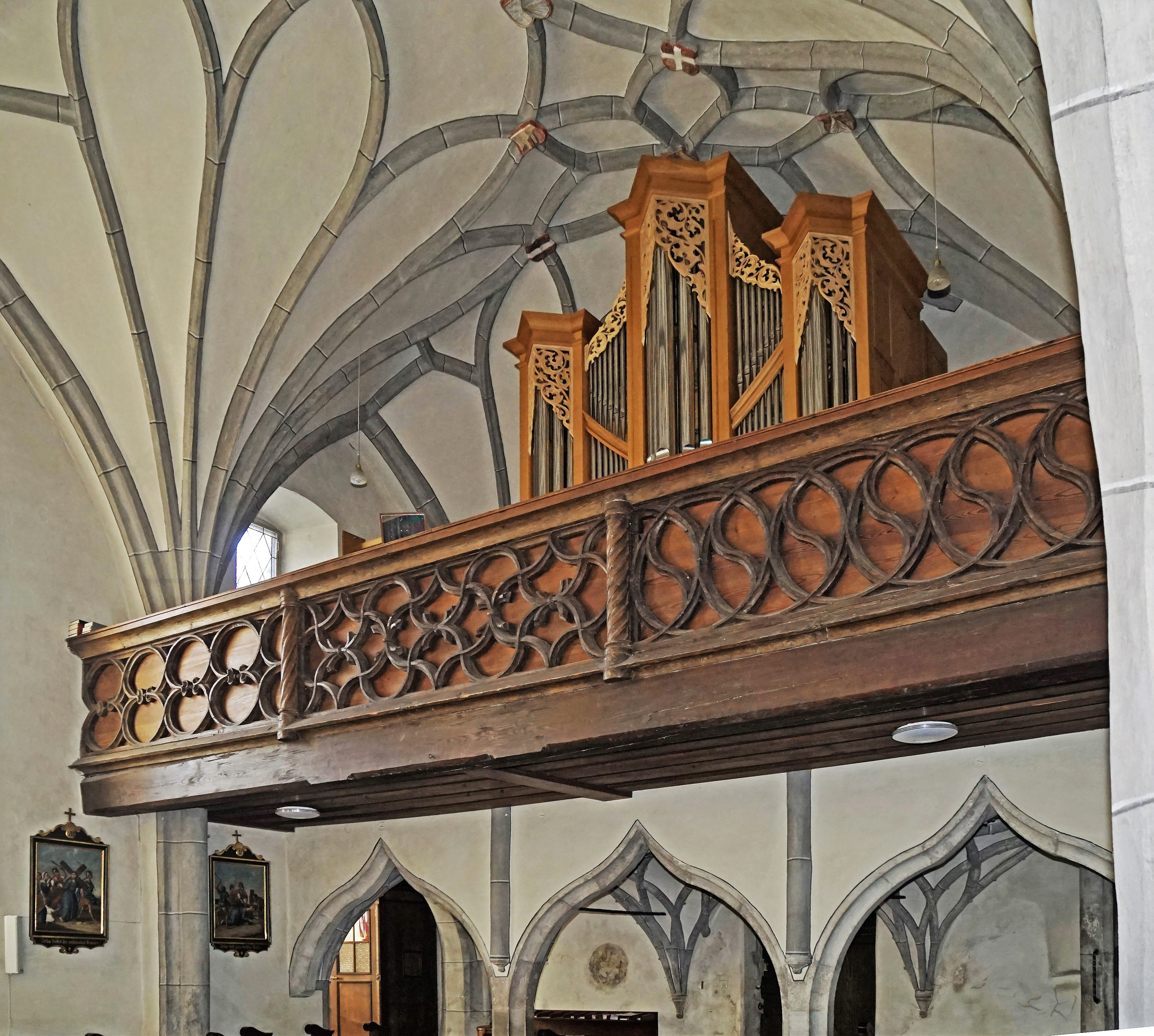
Westempore
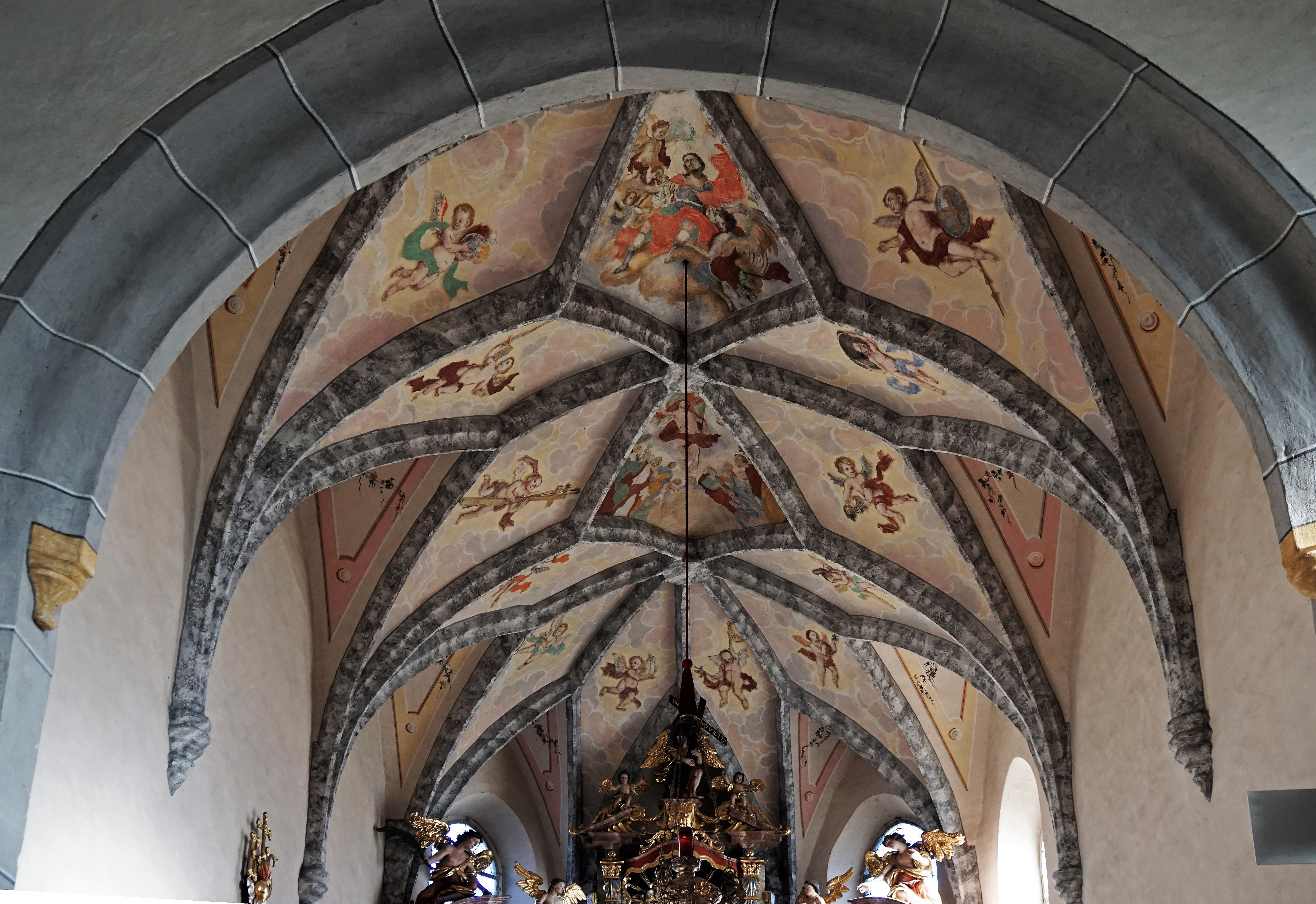
Gewölbe des Chores
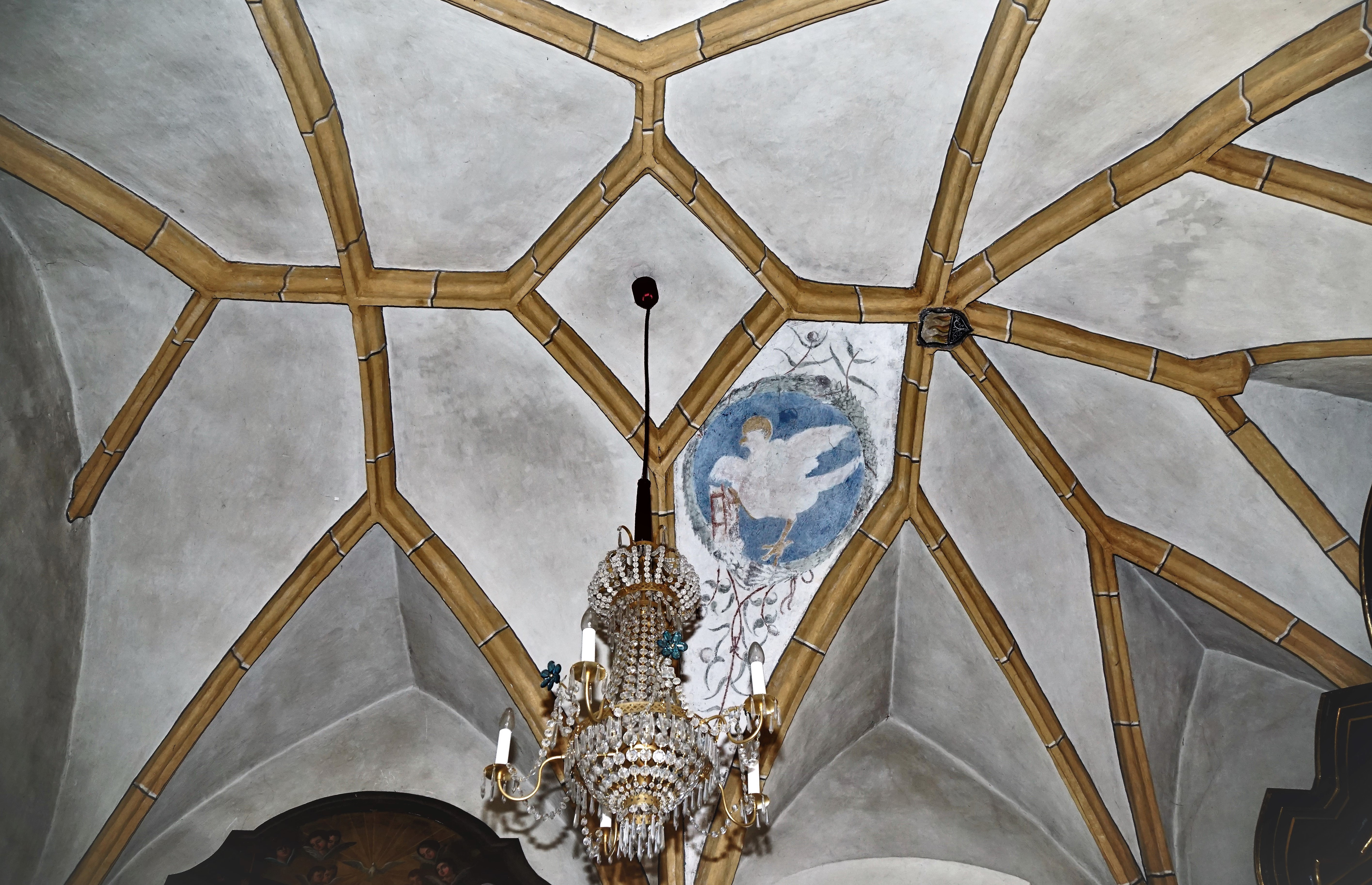
Gewölbe der Nordkapelle

## Einrichtung

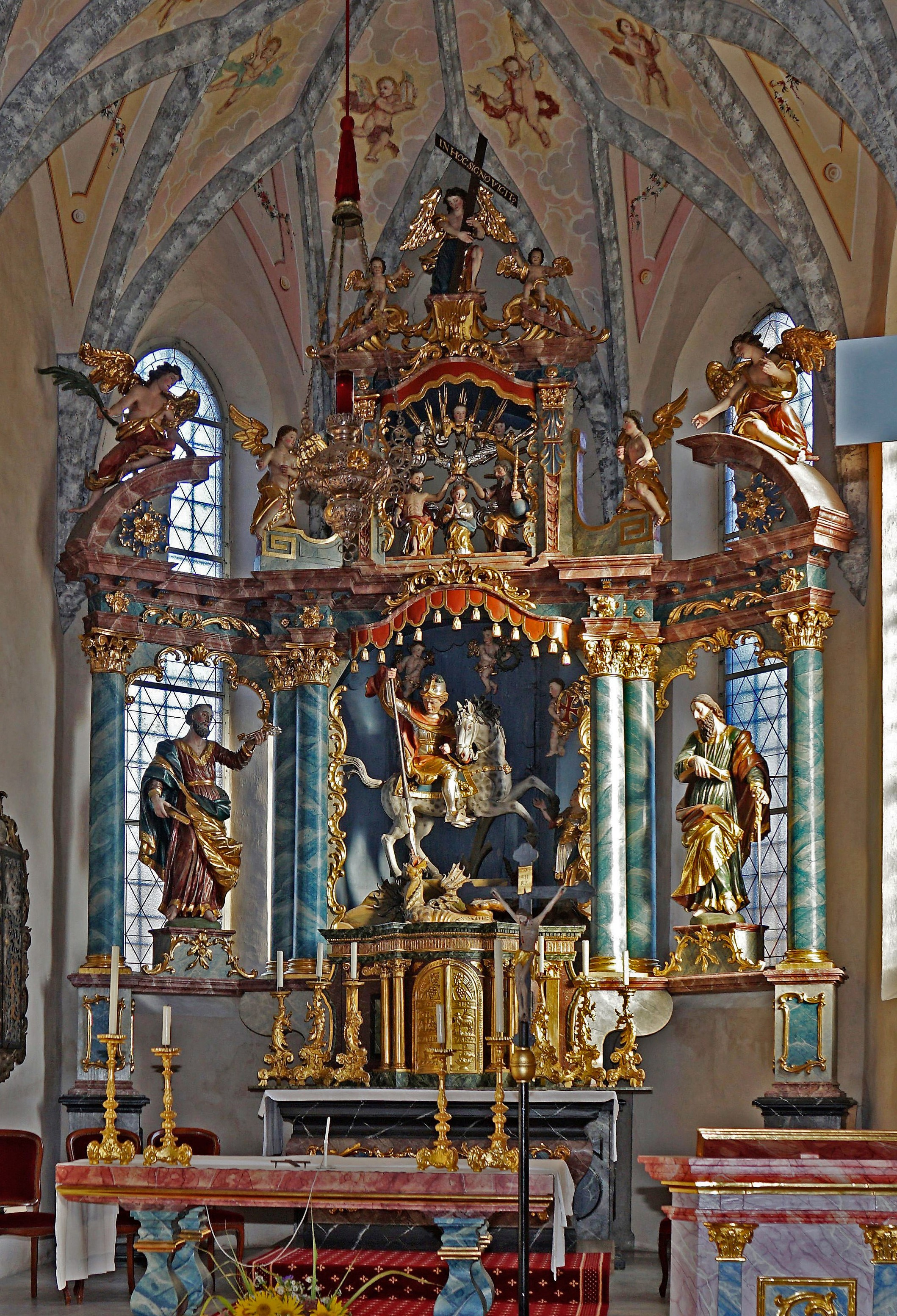
Der Hochaltar

Der barocke Hochaltar, 1782 von Oswald Gredischnig geschaffen, füllt die Apsis des Chores. Er ist ein sechssäuliger Ädikula-Altar mit gesprengtem Giebel und offenem Opfergang. Die Skulpturen sind von Friedrich Malsiner, die Malereien von Josef Aicher. Im Schrein steht die Figur des hl. Georg zu Pferd als Drachentöter. Assistenzfiguren über den Opfergangsportalen sind die Heiligen Petrus links und Paulus rechts. Im Aufsatz stellt eine Figurengruppe die Marienkrönung dar; darüber sind Engel, der mittlere Engel mit einem Kreuz. Gemalte Putten im Gewölbe setzen den Altar gleichsam nach oben fort. Auf der Mensa steht ein spätbarockes Kreuz.
Die Seitenaltäre wurden aus der abgebrochenen Kirche in Feffernitz hierher übertragen. Im Schrein des barocken linken Altars, des Marienaltars, steht eine von Conrad Campidell 1951 geschnitzte Maria mit Kind. Im Tondo des Aufsatzes ist die hl. Barbara dargestellt. Das Blatt des rechten Altars zeigt den hl. Josef den Jesusknaben führend. Im Aufsatzbild ist der hl. Florian dargestellt. Auf der Mensa steht die Figur Maria mit Kind.
Zur weiteren Einrichtung gehören ein gotischer Taufstein mit neuerem Bronzedeckel, Kreuzweg-Gemälde und ein Gemälde der Marienkrönung.

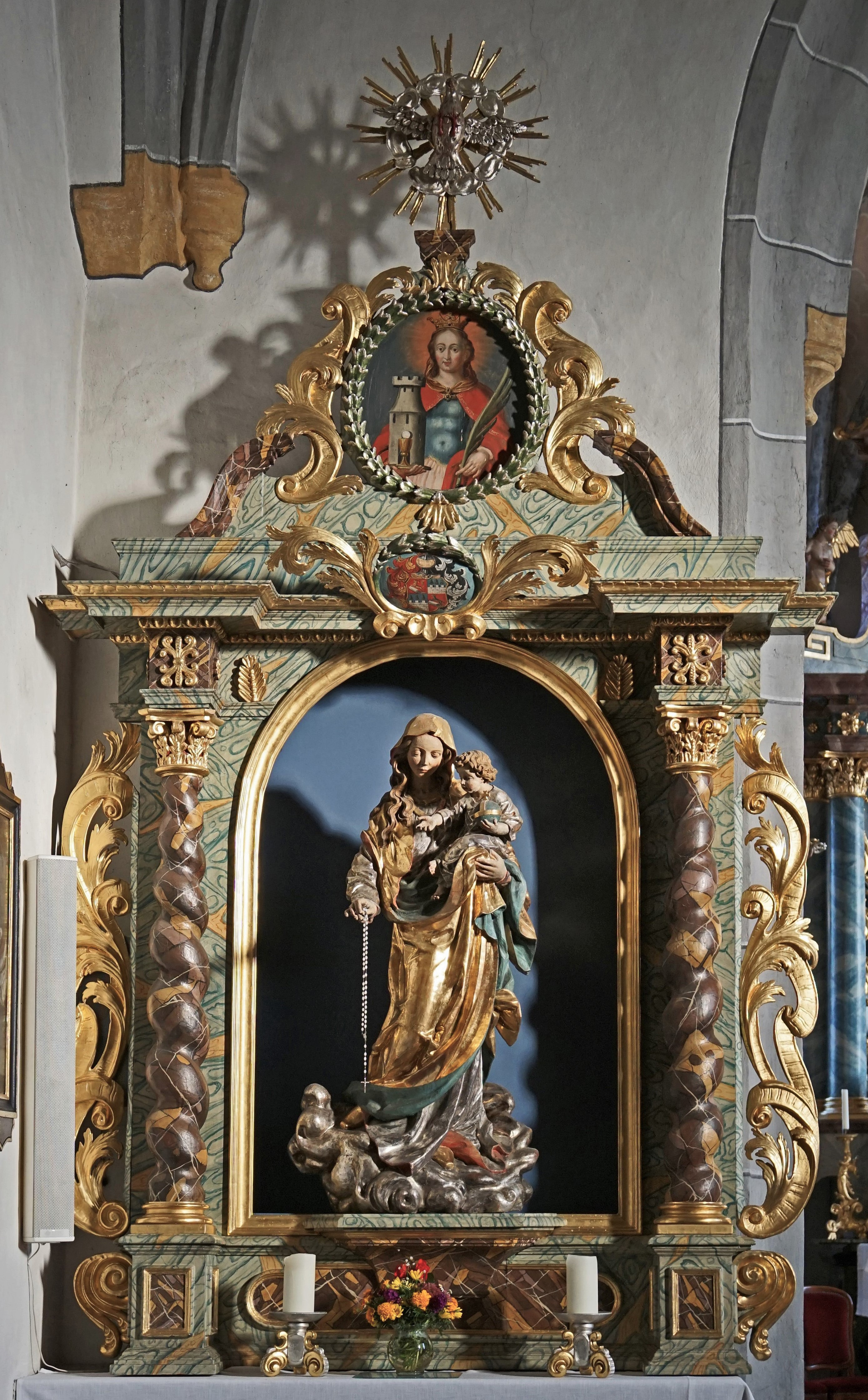
Marienaltar
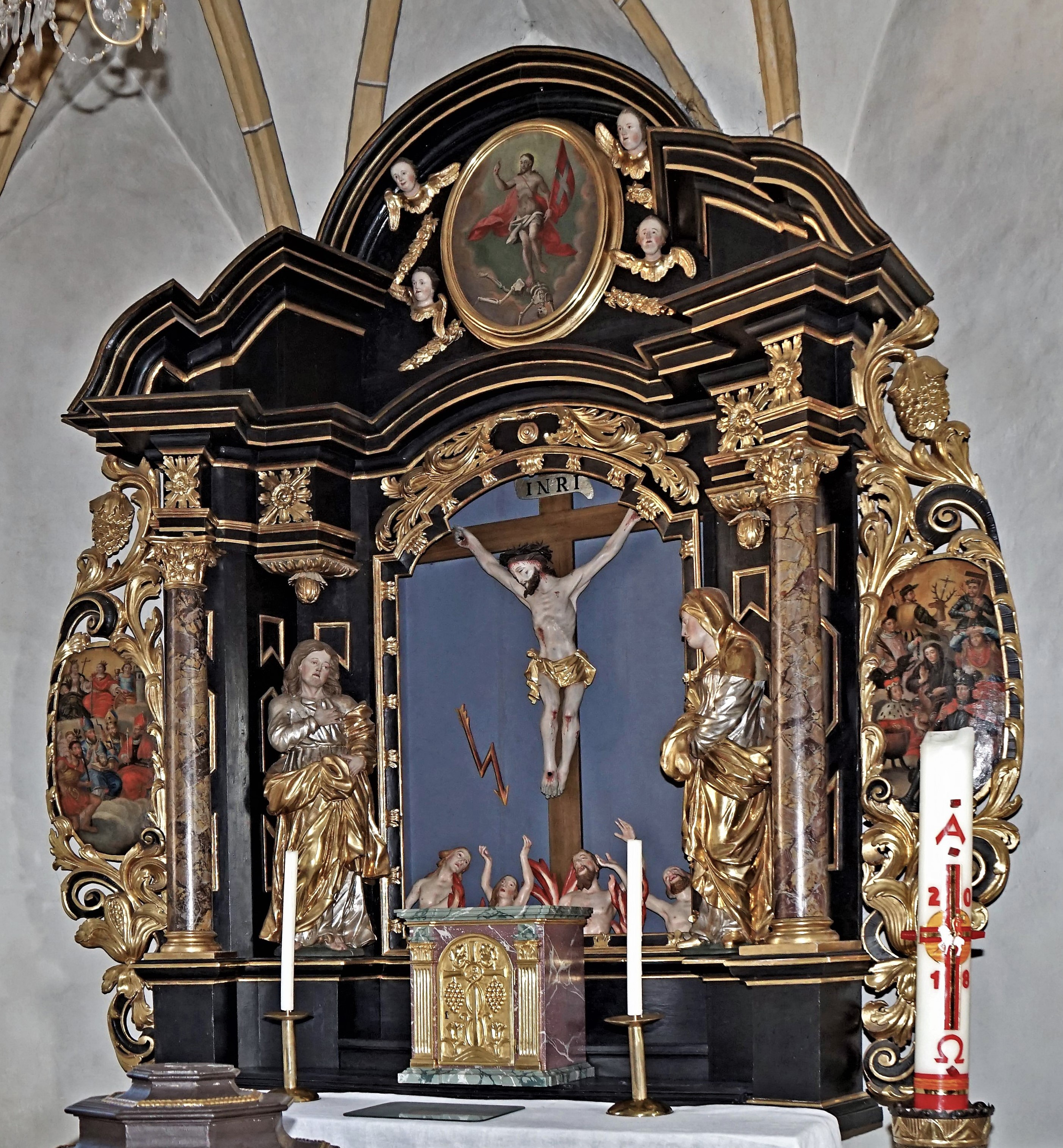
Altar in der Nordkapelle
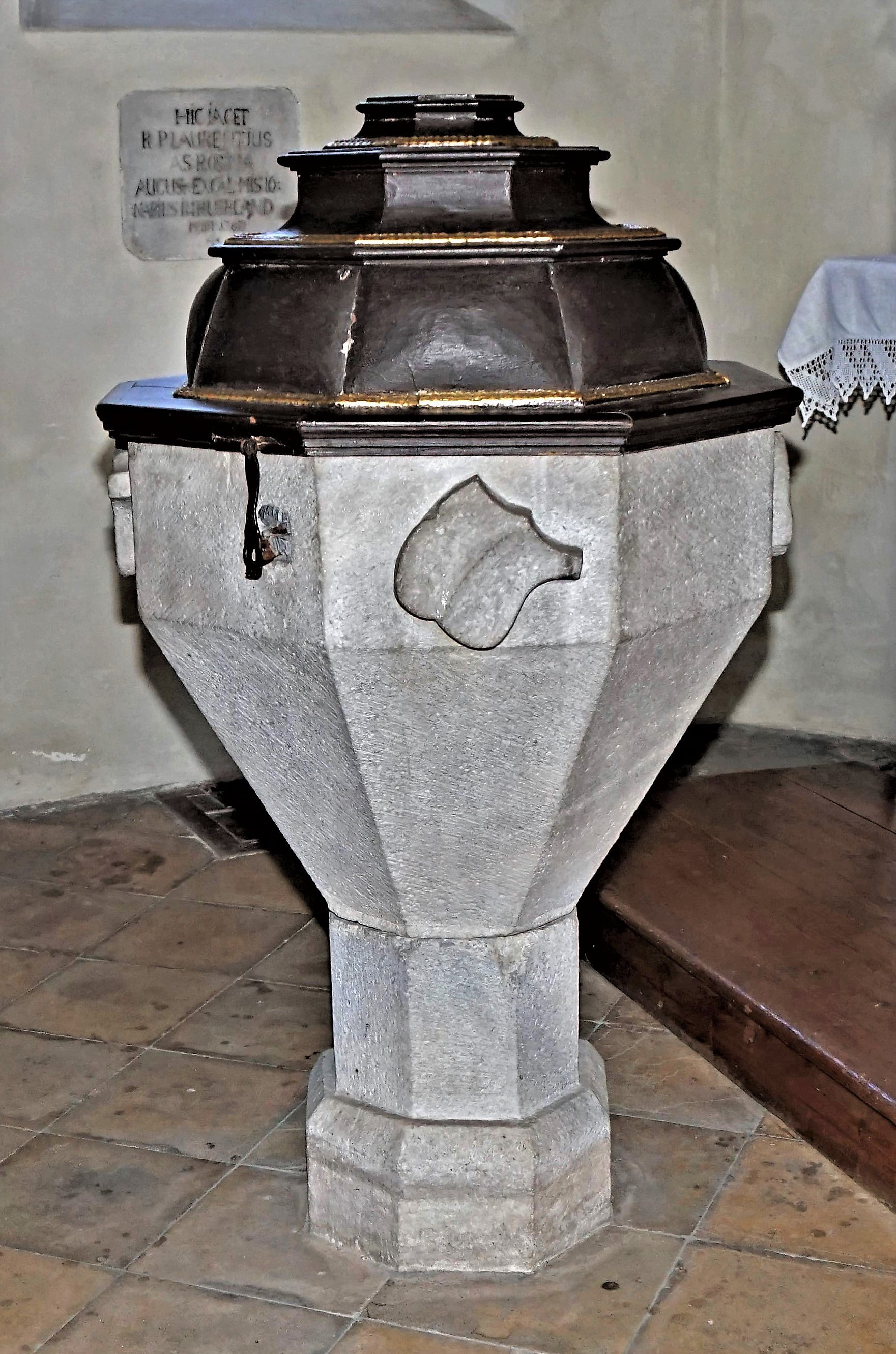
Taufstein
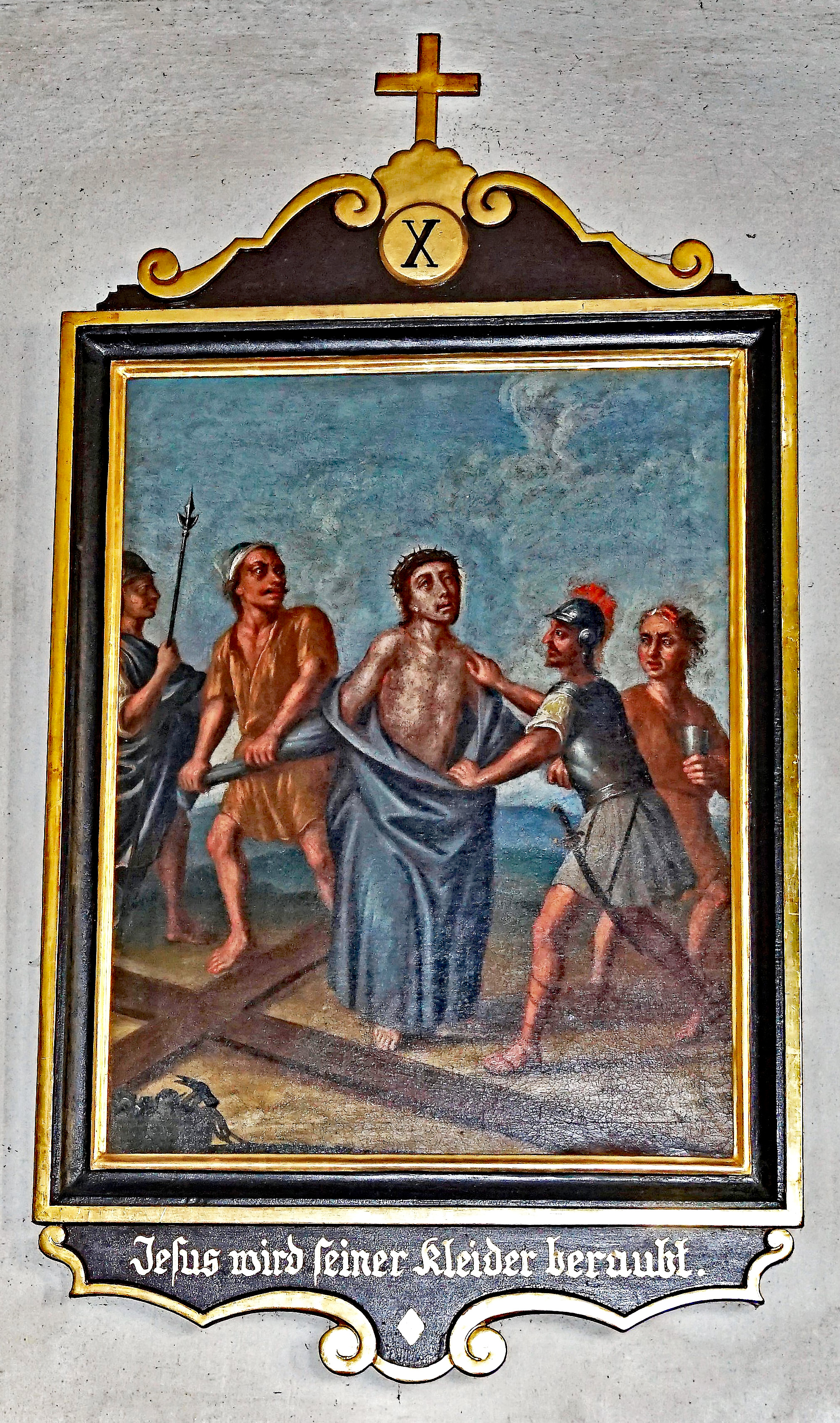
Kreuzweg-Gemälde
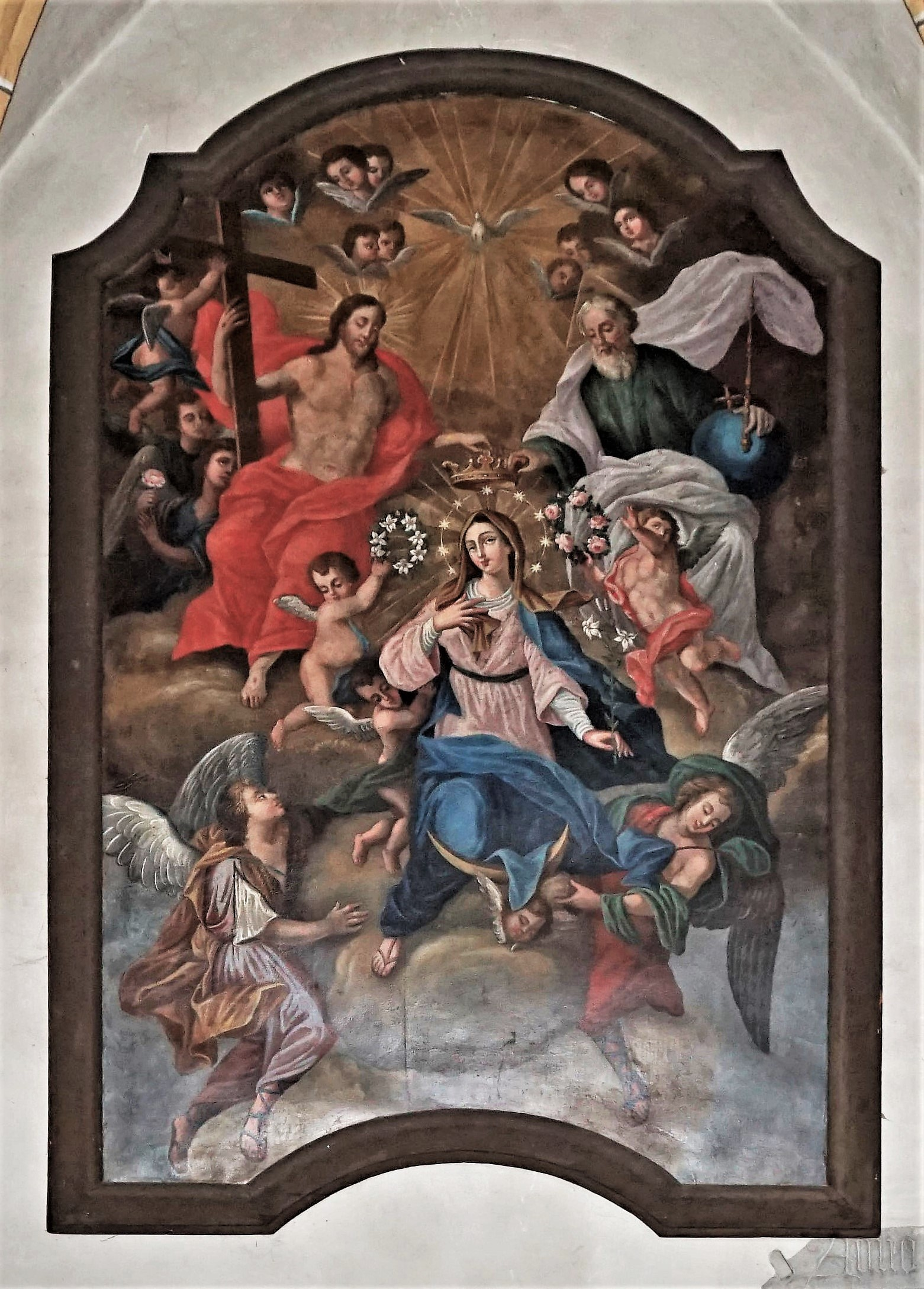
Marienkrönung